# Mirditai Köztársaság
A Mirditai Köztársaság (albánul: Republika e Mirditës) 1921-ben négy hónapig fennálló államalakulat volt a mai Észak-Albánia és Koszovó területén.
Az első világháború lezárultával a környező országok kísérletet tettek a szomszédos albániai területek elfoglalására, s a szerb előrenyomulást megelőzendő az északi geg nemzetségfők megtámadták a Koszovót ellenőrzésük alatt tartó szerb csapatokat. Az albánokat azonban visszaverték, s Szerbia kiterjesztette fennhatóságát a szomszédos észak-albániai területekre is. Belgrád anyagi támogatásával és politikai irányításával 1921. július 17-én kiáltották ki az új köztársaságot Prizren fővárossal. A köztársaság elnökévé a mirdita törzsbeli (mirditas) pártütő albán nemzetségfőt, Marka Gjonit tették meg. Az újdonsült államot és bábkormányát egyedül Szerbia ismerte el. Nem véletlenül, hiszen a Mirditai Köztársaság Szerbia geopolitikai törekvéseit volt hivatott szolgálni, ekképpen igyekeztek a fiatal albán államot destabilizálni, s a mirditákat a törvényes albán kormány, Iliaz Vrioni kabinetje elleni lázadásra buzdították. Októberben az albán kormány megbízásából Bajram Curri vezette katonáit a mirditák ellen, s lassan Koszovó felé szorította őket. Végül az 1921 novemberében felállt népszövetségi bizottság visszaállította Albánia 1913-as határait, a Mirditai Köztársaság november 20-án feloszlott, s területe ismét Albánia, illetve Szerbia része lett.